# Sungai Antuan
Sungai Antuan is een bestuurslaag in het regentschap Lima Puluh Kota van de provincie West-Sumatra, Indonesië. Sungai Antuan telt 5408 inwoners (volkstelling 2010).